# بلدة كلايتون (مقاطعة جينيسي)
كلايتون، مقاطعة جينيسي (بالإنجليزية: Clayton Township, Genesee County, Michigan)‏ هي بلدة تقع بولاية ميشيغان في الولايات المتحدة. تأسست عام 1839، تبلغ مساحتها 88.7 (كم²)، وترتفع عن سطح البحر 233 م، بلغ عدد سكانها 7581 نسمة في عام 2010 حسب إحصاء مكتب تعداد الولايات المتحدة وتصل الكثافة السكانية فيها 88.51 نسمة/كم2.

## وصلات خارجية
- http://www.claytontownship.org/
- The US50 - Cities and Towns in Michigan State
- Michigan Cities and Towns, Facts, Map, Flag, Colleges, Government, and More